# Один (тауншип, Миннесота)
Один (англ. Odin) — тауншип в округе Уотонуан, Миннесота, США. На 2000 год его население составило 206 человек.

## География
По данным Бюро переписи населения США площадь тауншипа составляет 92,0 км², из которых 89,6 км² занимает суша, а 2,3 км² — вода (2,53 %).

## Демография
По данным переписи населения 2000 года здесь находились 206 человек, 86 домохозяйств и 60 семей.  Плотность населения —  2,3 чел./км².  На территории тауншипа расположено 93 постройки со средней плотностью 1,0 построек на один квадратный километр. Расовый состав населения: 96,60 % белых, 0,49 % афроамериканцев, 0,49 % азиатов и 2,43 % приходится на две или более других рас.
Из 86 домохозяйств в 29,1 % воспитывались дети до 18 лет, в 60,5 % проживали супружеские пары, в 7,0 % проживали незамужние женщины и в 29,1 % домохозяйств проживали несемейные люди. 27,9 % домохозяйств состояли из одного человека, при том 10,5 % из — одиноких пожилых людей старше 65 лет. Средний размер домохозяйства — 2,40, а семьи — 2,90 человека.
23,8 % населения — младше 18 лет, 7,3 % — в возрасте от 18 до 24 лет, 24,8 % — от 25 до 44, 28,2 % — от 45 до 64, и 16,0 % — старше 65 лет. Средний возраст — 42 года. На каждые 100 женщин приходилось 108,1 мужчин.  На каждые 100 женщин старше 18 приходилось 112,2 мужчин.
Средний годовой доход домохозяйства составлял 38 625 долларов, а средний годовой доход семьи —  39 625 долларов. Средний доход мужчин —  22 917  долларов, в то время как у женщин — 17 500. Доход на душу населения составил 15 830 долларов. За чертой бедности находились 14,3 % семей и 13,3 % всего населения тауншипа, из которых 8,2 % младше 18 и 14,7 % старше 65 лет.